# Nasdaq-100
Nasdaq-100 — біржовий індекс, який відображає динаміку зміни вартості акцій 100 найбільших компаній, які присутні у лістингу біржі Nasdaq. В індексі відсутні компанії фінансового сектора, адже для них існує інший біржовий індекс — Nasdaq Financial-100.

## Історія

Nasdaq-100 Індекс 1985–2015 років

Вперше індекс Nasdaq-100 був розрахований 31 січня 1985 року з відмітки у 250 пунктів. У 1993 році базове значення індексу було переміщено на відмітку у 125 пунктів. До січня 1998 року до індексу входили тільки американські компанії, проте навіть коли до індексу дозволили входження компаній з інших країн, вимоги до них були значно суворішими. Тільки у 2002 році місцеві та міжнародні компанії були вирівняні у правах. Найвище значення у 4 700 пунктів індекс досяг у 2000 році під час хвилі доткомів. у 2002 році індекс досяг мінімуму — 900 пунктів.

## Компанії, які включені до індексу
Інформація станом на початок торгів на біржах США 24 червня 2024 року.
Актуальна інформація на Nasdaq-100.
| Компанія                       | Тикер | Сектор GICS            | Підгалузь GICS                                          |
| ------------------------------ | ----- | ---------------------- | ------------------------------------------------------- |
| Adobe Inc.                     | ADBE  | Information Technology | Application Software                                    |
| Advanced Micro Devices         | AMD   | Information Technology | Semiconductors                                          |
| Airbnb                         | ABNB  | Consumer Discretionary | Hotels, Resorts & Cruise Lines                          |
| Alphabet Inc. (Class A)        | GOOGL | Communication Services | Interactive Media & Services                            |
| Alphabet Inc. (Class C)        | GOOG  | Communication Services | Interactive Media & Services                            |
| Amazon                         | AMZN  | Consumer Discretionary | Broadline Retail                                        |
| American Electric Power        | AEP   | Utilities              | Electric Utilities                                      |
| Amgen                          | AMGN  | Health Care            | Biotechnology                                           |
| Analog Devices                 | ADI   | Information Technology | Semiconductors                                          |
| Ansys                          | ANSS  | Information Technology | Application Software                                    |
| Apple Inc.                     | AAPL  | Information Technology | Technology Hardware, Storage & Peripherals              |
| Applied Materials              | AMAT  | Information Technology | Semiconductor Equipment                                 |
| Arm Holdings                   | ARM   | Information Technology | Semiconductors                                          |
| ASML Holding                   | ASML  | Information Technology | Semiconductor Equipment                                 |
| AstraZeneca                    | AZN   | Health Care            | Pharmaceuticals                                         |
| Atlassian                      | TEAM  | Information Technology | Application Software                                    |
| Autodesk                       | ADSK  | Information Technology | Application Software                                    |
| Automatic Data Processing      | ADP   | Industrials            | Human Resource & Employment Services                    |
| Baker Hughes                   | BKR   | Energy                 | Oil & Gas Equipment & Services                          |
| Biogen                         | BIIB  | Health Care            | Biotechnology                                           |
| Booking Holdings               | BKNG  | Consumer Discretionary | Hotels, Resorts & Cruise Lines                          |
| Broadcom Inc.                  | AVGO  | Information Technology | Semiconductors                                          |
| Cadence Design Systems         | CDNS  | Information Technology | Application Software                                    |
| CDW Corporation                | CDW   | Information Technology | Technology Distributors                                 |
| Charter Communications         | CHTR  | Communication Services | Cable & Satellite                                       |
| Cintas                         | CTAS  | Industrials            | Diversified Support Services                            |
| Cisco                          | CSCO  | Information Technology | Communications Equipment                                |
| Coca-Cola Europacific Partners | CCEP  | Consumer Staples       | Soft Drinks & Non-alcoholic Beverages                   |
| Cognizant                      | CTSH  | Information Technology | IT Consulting & Other Services                          |
| Comcast                        | CMCSA | Communication Services | Cable & Satellite                                       |
| Constellation Energy           | CEG   | Utilities              | Electric Utilities                                      |
| Copart                         | CPRT  | Industrials            | Diversified Support Services                            |
| CoStar Group                   | CSGP  | Real Estate            | Real Estate Services                                    |
| Costco                         | COST  | Consumer Staples       | Consumer Staples Merchandise Retail                     |
| CrowdStrike                    | CRWD  | Information Technology | Systems Software                                        |
| CSX Corporation                | CSX   | Industrials            | Rail Transportation                                     |
| Datadog                        | DDOG  | Information Technology | Application Software                                    |
| DexCom                         | DXCM  | Health Care            | Health Care Equipment                                   |
| Diamondback Energy             | FANG  | Energy                 | Oil & Gas Exploration & Production                      |
| Dollar Tree                    | DLTR  | Consumer Staples       | Consumer Staples Merchandise Retail                     |
| DoorDash                       | DASH  | Consumer Discretionary | Specialized Consumer Services                           |
| Electronic Arts                | EA    | Communication Services | Interactive Home Entertainment                          |
| Exelon                         | EXC   | Utilities              | Electric Utilities                                      |
| Fastenal                       | FAST  | Industrials            | Trading Companies & Distributors                        |
| Fortinet                       | FTNT  | Information Technology | Systems Software                                        |
| GE HealthCare                  | GEHC  | Health Care            | Health Care Equipment                                   |
| Gilead Sciences                | GILD  | Health Care            | Biotechnology                                           |
| GlobalFoundries                | GFS   | Information Technology | Semiconductors                                          |
| Honeywell                      | HON   | Industrials            | Industrial Conglomerates                                |
| Idexx Laboratories             | IDXX  | Health Care            | Health Care Equipment                                   |
| Illumina, Inc.                 | ILMN  | Health Care            | Life Sciences Tools & Services                          |
| Intel                          | INTC  | Information Technology | Semiconductors                                          |
| Intuit                         | INTU  | Information Technology | Application Software                                    |
| Intuitive Surgical             | ISRG  | Health Care            | Health Care Equipment                                   |
| Keurig Dr Pepper               | KDP   | Consumer Staples       | Soft Drinks & Non-alcoholic Beverages                   |
| KLA Corporation                | KLAC  | Information Technology | Semiconductor Equipment                                 |
| Kraft Heinz                    | KHC   | Consumer Staples       | Packaged Foods & Meats                                  |
| Lam Research                   | LRCX  | Information Technology | Semiconductor Equipment                                 |
| Linde plc                      | LIN   | Materials              | Industrial Gases                                        |
| Lululemon Athletica            | LULU  | Consumer Discretionary | Apparel, Accessories & Luxury Goods                     |
| Marriott International         | MAR   | Consumer Discretionary | Hotels, Resorts & Cruise Lines                          |
| Marvell Technology             | MRVL  | Information Technology | Application Software                                    |
| MercadoLibre                   | MELI  | Consumer Discretionary | Broadline Retail                                        |
| Meta Platforms                 | META  | Communication Services | Interactive Media & Services                            |
| Microchip Technology           | MCHP  | Information Technology | Semiconductors                                          |
| Micron Technology              | MU    | Information Technology | Semiconductors                                          |
| Microsoft                      | MSFT  | Information Technology | Systems Software                                        |
| Moderna                        | MRNA  | Health Care            | Biotechnology                                           |
| Mondelez International         | MDLZ  | Consumer Staples       | Packaged Foods & Meats                                  |
| MongoDB Inc.                   | MDB   | Information Technology | Systems Software                                        |
| Monster Beverage               | MNST  | Consumer Staples       | Soft Drinks & Non-alcoholic Beverages                   |
| Netflix                        | NFLX  | Communication Services | Movies & Entertainment                                  |
| Nvidia                         | NVDA  | Information Technology | Semiconductors                                          |
| NXP Semiconductors             | NXPI  | Information Technology | Semiconductors                                          |
| O'Reilly Automotive            | ORLY  | Consumer Discretionary | Automotive Retail                                       |
| Old Dominion Freight Line      | ODFL  | Industrials            | Cargo Ground Transportation                             |
| Onsemi                         | ON    | Information Technology | Semiconductors                                          |
| Paccar                         | PCAR  | Industrials            | Construction Machinery & Heavy Transportation Equipment |
| Palo Alto Networks             | PANW  | Information Technology | Systems Software                                        |
| Paychex                        | PAYX  | Industrials            | Human Resource & Employment Services                    |
| PayPal                         | PYPL  | Financials             | Transaction & Payment Processing Services               |
| PDD Holdings                   | PDD   | Consumer Discretionary | Broadline Retail                                        |
| PepsiCo                        | PEP   | Consumer Staples       | Soft Drinks & Non-alcoholic Beverages                   |
| Qualcomm                       | QCOM  | Information Technology | Semiconductors                                          |
| Regeneron Pharmaceuticals      | REGN  | Health Care            | Biotechnology                                           |
| Roper Technologies             | ROP   | Information Technology | Electronic Equipment & Instruments                      |
| Ross Stores                    | ROST  | Consumer Discretionary | Apparel Retail                                          |
| Starbucks                      | SBUX  | Consumer Discretionary | Restaurants                                             |
| Supermicro                     | SMCI  | Information Technology | Technology Hardware, Storage & Peripherals              |
| Synopsys                       | SNPS  | Information Technology | Application Software                                    |
| Take-Two Interactive           | TTWO  | Communication Services | Interactive Home Entertainment                          |
| T-Mobile US                    | TMUS  | Communication Services | Wireless Telecommunication Services                     |
| Tesla, Inc.                    | TSLA  | Consumer Discretionary | Automobile Manufacturers                                |
| Texas Instruments              | TXN   | Information Technology | Semiconductors                                          |
| Trade Desk (The)               | TTD   | Communication Services | Advertising                                             |
| Verisk Analytics               | VRSK  | Industrials            | Research & Consulting Services                          |
| Vertex Pharmaceuticals         | VRTX  | Health Care            | Biotechnology                                           |
| Warner Bros. Discovery         | WBD   | Communication Services | Broadcasting                                            |
| Workday, Inc.                  | WDAY  | Information Technology | Application Software                                    |
| Xcel Energy                    | XEL   | Utilities              | Multi-Utilities                                         |
| Zscaler                        | ZS    | Information Technology | Application Software                                    |

### Зміни в 2008 році
- 30 квітня 2008 року BEA Systems (BEAS) була замінена на DirecTV (DTV) до відкриття ринку.
- 19 травня 2008 року Tellabs (TLAB) була замінена на CA Technologies (CA) до відкриття ринку.
- 21 липня 2008 року UAL Corporation (UAUA) була замінена на FLIR Systems (FLIR) до відкриття ринку.
- 10 листопада 2008 року Monster Worldwide (до цього MNST, проте змінила символ на MWW 10 листопада 2008 року) (STX) була замінена на Seagate Technology до відкриття ринку.
- 22 грудня 2008 року до відкриття ринку наступні компанії були додані до індексу Nasdaq-100: Automatic Data Processing, Inc., First Solar, Life Technologies, Ross Stores, Inc., Maxim Integrated, Illumina, Inc., Pharmaceutical Product Development, O'Reilly Auto Parts, Inc., Urban Outfitters, J. B. Hunt Transport Services та Warner Chilcott, ці компанії замінили собою Amylin Pharmaceuticals, Cadence Design Systems, Discovery Communications, Lamar Advertising Company, Leap Wireless, Level 3 Communications, PetSmart, SanDisk, Sirius XM Holdings, Virgin Media та Whole Foods Market.

### Зміни в 2009 році
- 20 січня 2009 року News Corporation була додана до індексу, а Focus Media Holding виключена.
- 17 липня 2009 року Cerner Corporation замінила Sun Microsystems, остання була поглинута корпорацією Oracle.
- 29 жовтня 2009 року The Priceline Group замінила Juniper Networks, після того як Juniper перейшла до Нью-Йоркської фондової біржі.
- 21 грудня 2009 року до відкридтя ринку 7 компаній було додано до індексу: Vodafone Group, Mattel, Inc., BMC Software, Inc., Mylan, Inc., Qiagen, SanDisk, Virgin Media, а вилучено наступні: Akamai Technologies, Hansen Natural (пізніше перейменована на Monster Beverage), IAC/InterActiveCorp, Liberty Global, Pharmaceutical Product Development, Ryanair та Steel Dynamics.

### Зміни в 2010 році
- 20 грудня 2010 року 7 позицій було змінено. Додано: F5 Networks, Akamai Technologies, Netflix, Micron Technology, Whole Foods Market, Ctrip, Dollar Tree. Вилучено: Cintas, Dish Network, Foster Wheeler, Hologic, J. B. Hunt, Logitech, Patterson Companies. Це були єдині зміни внесені в індекс у 2010 році, найменші за останні 13 років.

### Зміни в 2011 році
- 4 квітня 2011 року Alexion Pharmaceuticals (ALXN) замінила Genzyme (GENZ) до відкриття ринку. Genzyme була поглинута компанією Sanofi-Aventis.
- 6 травня 2011 року Whole Foods Market змінила свій символ з WFMI на WFM до відкриття ринку.
- 27 травня 2011 року Green Mountain Coffee Roasters (GMCR) (пізніше була перейменована на Keurig Green Mountain) замінила Millicom International Cellular до відкриття ринку, тому що MICC зняла себе з біржі Nasdaq.
- 15 липня 2011 року Sirius XM Holdings (SIRI) замінила Cephalon (CEPH), компанія була поглинута Teva Pharmaceutical Industries.
- 6 грудня 2011 року Perrigo (PRGO) приєдналася до індексу, а Joy Global (JOYG) перейшла до Нью-Йоркської фондової біржі. Perrigo була вилучена з індексу у 1996 році.
- 19 грудня 2011 року до відкриття ринку п'ять компаній було додано до індексу: Avago Technologies (AVGO), Fossil (FOSL), Monster Beverage (MNST) (до цього мала назву Hansen Natural (HANS)), Nuance Communications (NUAN) та Randgold Resources (GOLD). Список вилучених компаній: FLIR Systems (FLIR), Illumina (ILMN), NII Holdings (NIHD), Qiagen (QGEN), Urban Outfitters (URBN).
- 20 грудня 2011 року Electronic Arts змінила свій символ з ERTS на EA до відкриття ринку.[2]

### Зміни в 2012 році
- 9 січня 2012 року символ HANS був замінений на MNST (Monster Beverage) до відкриття ринку.
- 23 квітня 2012 року Texas Instruments (TXN) замінила First Solar (FSLR) до відкриття ринку.
- 30 травня 2012 року Viacom (VIAB) була додана до індексу, тому що Teva Pharmaceutical Industries перейшла до Нью-Йоркської фондової біржі.
- 23 липня 2012 року Kraft Foods, Inc. (KFT) (зараз відома як Mondelēz International (MDLZ)) зайняла місце Ctrip (CTRP). Таким чином Kraft Foods став четвертим компонентом індексу Nasdaq-100, поряд з такими компаніями як Intel, Cisco та Microsoft, що одночасно входили до Промислового індексу Доу-Джонса.
- 12 грудня 2012 року Facebook (FB) став частиною індексу до відкриття ринку, а Infosys перейшла до Нью-Йоркської фондової біржі.
- До відкриття ринку у понеділок 24 грудня 2012 року індекс зазнав 20 змін, 10 компаній було додано — Analog Devices (ADI), Catamaran Corporation (CTRX), Discovery Communications (DISCA), Equinix (EQIX), Liberty Global (LBTYA), Liberty Media (LMCA), Regeneron Pharmaceuticals (REGN), SBA Communications (SBAC), Verisk Analytics (VRSK), Western Digital (WDC), та 10 компаній було вилучено — Apollo Group (APOL), Electronic Arts (EA), Flextronics (FLEX), Green Mountain Coffee Roasters (GMCR), Lam Research (LRCX), Marvell Technology Group (MRVL), Netflix (NFLX), Research In Motion (RIMM), VeriSign (VRSN), Warner Chilcott (WCRX).

### Зміни в 2013 році
- 15 січня 2013 року Starz (STRZA) замінила Liberty Media (LMCA).
- 18 березня 2013 року Kraft Foods (KRFT) замінила Starz (STRZA).
- 5 червня 2013 року Liberty Media (LMCA) знову повернулася до індексу, зайнявши місце Virgin Media (VMED).
- 6 червня 2013 року Netflix (NFLX) замінила Perrigo (PRGO), яка перейшла до Нью-Йоркської фондової біржі.
- 15 липня 2013 року Tesla Motors (TSLA) замінила Oracle Corporation (ORCL), яка також перейшла до Нью-Йоркської фондової біржі.
- 25 липня 2013 року Charter Communication (CHTR) замінила BMC Software (BMC), яка стала приватною компанією.
- 22 серпня 2013 року Green Mountain Coffee Roasters (GMCR) повернулася до ідексу, замінюючи Life Technologies (LIFE). Life Technologies анонсувала своє поглинання компанією ThermoFisher.[3]
- 29 жовтня 2013 року VimpelCom Ltd. (VIP) зайняла місце Dell (DELL), яка стала приватною компанією.
- 18 листопада 2013 року Marriott International (MAR) замінила Randgold Resources (GOLD).
- До відкриття торгів у понеділок 23 грудня 2013 року, 10 змін було анонсовано. П'ять доповнень індексу — DISH Network Corporation (DISH), Illumina (ILMN), NXP Semiconductors (NXPI), TripAdvisor (TRIP), Tractor Supply Company (TSCO); і п'ять вилучень — Fossil, Inc. (FOSL), Microchip Technology (MCHP), Nuance Communications, Inc. (NUAN), Sears Holdings Corporation (SHLD), DENTSPLY International, Inc. (XRAY).

### Зміни в 2014 році
- 3 квітня 2014 року до індексу було додано акції серії С компанії Google, Inc., таким чином кількість компонентів індексу було збільшено до 101. Цього ж року було додано акції серії С компанії Liberty Media, індекс зріс до 102 компонентів.
- 22 грудня 2014 року три нових компоненти було додано до індексу: American Airlines Group, Inc. (AAL), Electronic Arts Inc. (EA) та Lam Research Corporation (LRCX). Акції іншого класу, трьох старих компонентів було додано до індексу 21st Century Fox (FOX — Серія B), Comcast Corporation (CMCSK — Серія А special), Liberty Global (LBTYK — Серія C). Також, три компоненти покинули індекс — Expedia, Inc. (EXPE), F5 Networks, Inc. (FFIV) та Maxim Integrated Products, Inc. (MXIM). Отже, індекс зріс до 107 компонентів.[4]

### Зміни в 2015 році
- 23 березня 2015 року Walgreens Boots Alliance (WBA) замінила Equinix (EQIX). Equinix перетворилася на інвестиційний фонд нерухомості, після чого місце в індексі Nasdaq-100 було втрачено. Проте за кілька тижнів Equinix приєдналася до іншого індексу Nasdaq Financial-100. Також 23 березня 2015 Biogen Idec змінила назву на «Biogen», в результаті зсуву в фокусі.

11 грудня було повідомлено, що 7 компаній буде замінено в індексі 21 грудня, згідно щорічної процедури перегляду. Були додані наступні компанії: 
- Ctrip (CTRP)
- Endo International (ENDP)
- Expedia (EXPE)
- Maxim Integrated Products (MXIM)
- Norwegian Cruise Line Holdings (NCLH)
- T-Mobile US (TMUS)
- Ulta Salon, Cosmetics and Fragrances (ULTA)

Компанії виключені з індексу:
- C. H. Robinson Worldwide (CHRW)
- Expeditors International (EXPD)
- Garmin (GRMN)
- Keurig Green Mountain (GMCR);
- Staples, Inc. (SPLS)
- VimpelCom (VIP)
- Wynn Resorts (WYNN)

### 2020 рік
|     | Назва(англ.)         | Абревіатура(англ.) |
| 1   | APPLE INC.           | AAPL               |
| 2   | ADOBE INC.           | ADBE               |
| 3   | ANALOG DEVICES CMN   | ADI                |
| 4   | AUTOMATIC DATA PROCS | ADP                |
| 5   | AUTODESK INC         | ADSK               |
| 6   | ALIGN TECHNOLOGY I   | ALGN               |
| 7   | ALEXION PHARM INC    | ALXN               |
| 8   | APPLIED MATERIALS    | AMAT               |
| 9   | ADV MICRO DEVICES    | AMD                |
| 10  | AMGEN                | AMGN               |
| 11  | AMAZON.COM INC       | AMZN               |
| 12  | ANSYS INC            | ANSS               |
| 13  | ASML HLDG NY REG     | ASML               |
| 14  | ACTIVISION BLIZZARD  | ATVI               |
| 15  | BROADCOM INC.        | AVGO               |
| 16  | BAIDU, INC.          | BIDU               |
| 17  | BIOGEN INC CMN       | BIIB               |
| 18  | BOOKING HOLDINGS INC | BKNG               |
| 19  | BIOMARIN PHARMACEUT  | BMRN               |
| 20  | CADENCE DESIGN SYS   | CDNS               |
| 21  | CDW CORPORATION      | CDW                |
| 22  | CERNER CORP          | CERN               |
| 23  | CHECK POINT SOFTWARE | CHKP               |
| 24  | CHARTER COMMUNICATIO | CHTR               |
| 25  | COMCAST CORP A       | CMCSA              |
| 26  | COSTCO WHOLESALE     | COST               |
| 27  | COPART, INC.         | CPRT               |
| 28  | CISCO SYSTEMS INC    | CSCO               |
| 29  | COSTAR GROUP INC     | CSGP               |
| 30  | CSX CORPORATION      | CSX                |
| 31  | CINTAS CORP          | CTAS               |
| 32  | COGNIZANT TECH SOL   | CTSH               |
| 33  | CITRIX SYSTEMS INC   | CTXS               |
| 34  | DOLLAR TREE INC      | DLTR               |
| 35  | DEXCOM               | DXCM               |
| 36  | ELECTRONIC ARTS INC  | EA                 |
| 37  | EBAY INC.            | EBAY               |
| 38  | EXELON CORP CMN STK  | EXC                |
| 39  | EXPEDIA GROUP, INC.  | EXPE               |
| 40  | FASTENAL CO          | FAST               |
| 41  | FACEBOOK INC         | FB                 |
| 42  | FISERV, INC.         | FISV               |
| 43  | FOX CORP CM B        | FOX                |
| 44  | FOX CORP CM A        | FOXA               |
| 45  | GILEAD SCIENCES, INC | GILD               |
| 46  | ALPHABET CL C CAP    | GOOG               |
| 47  | ALPHABET CL A CMN    | GOOGL              |
| 48  | IDEXX LABORATORIES   | IDXX               |
| 49  | ILLUMINA, INC.       | ILMN               |
| 50  | INCYTE CORPORATION   | INCY               |
| 51  | INTEL CORP           | INTC               |
| 52  | INTUIT INC           | INTU               |
| 53  | INTUITIVE SURG, INC. | ISRG               |
| 54  | JD.COM, INC. ADS     | JD                 |
| 55  | KRAFT HEINZ CO CMN   | KHC                |
| 56  | KLA CP CMN STK       | KLAC               |
| 57  | LIBERTY GLOBAL ORD A | LBTYA              |
| 58  | LIBERTY GLOBAL ORD C | LBTYK              |
| 59  | LAM RESEARCH CORP    | LRCX               |
| 60  | LULULEMON ATHLETICA  | LULU               |
| 61  | MARRIOTT INT CL A CM | MAR                |
| 62  | MICROCHIP TECHNOLOGY | MCHP               |
| 63  | MONDELEZ INTL CMN A  | MDLZ               |
| 64  | MERCADOLIBRE, INC.   | MELI               |
| 65  | MONSTER BEVERAGE CP  | MNST               |
| 66  | MICROSOFT CORP       | MSFT               |
| 67  | MICRON TECHNOLOGY    | MU                 |
| 68  | MAXIM INTEGRATED     | MXIM               |
| 69  | NETFLIX, INC.        | NFLX               |
| 70  | NETAPP, INC.         | NTAP               |
| 71  | NETEASE INC ADS      | NTES               |
| 72  | NVIDIA CORPORATION   | NVDA               |
| 73  | NXP SEMICONDUCTORS   | NXPI               |
| 74  | O'REILLY AUTOMOTIVE  | ORLY               |
| 75  | PAYCHEX, INC.        | PAYX               |
| 76  | PACCAR INC.          | PCAR               |
| 77  | PEPSICO INC          | PEP                |
| 78  | PAYPAL HOLDINGS      | PYPL               |
| 79  | QUALCOMM INC         | QCOM               |
| 80  | REGENERON PHARMACEUT | REGN               |
| 81  | ROSS STORES, INC.    | ROST               |
| 82  | STARBUCKS CORP       | SBUX               |
| 83  | SEATTLE GENETICS INC | SGEN               |
| 84  | SIRIUS XM HOLDINGS I | SIRI               |
| 85  | SYNOPSYS, INC.       | SNPS               |
| 86  | SPLUNK INC.          | SPLK               |
| 87  | SKYWORKS SOLUTIONS   | SWKS               |
| 88  | TRIP.COM GROUP LTD.  | TCOM               |
| 89  | T-MOBILE US CMN      | TMUS               |
| 90  | TESLA, INC.          | TSLA               |
| 91  | TAKE-TWO INTERACTI   | TTWO               |
| 92  | TEXAS INSTRUMENTS    | TXN                |
| 93  | UNITED AIRLNS HLD CM | UAL                |
| 94  | ULTA BEAUTY, INC.    | ULTA               |
| 95  | VERISK ANALYTICS INC | VRSK               |
| 96  | VERISIGN, INC.       | VRSN               |
| 97  | VERTEX PHARMACEUTIC  | VRTX               |
| 98  | WALGREENS BTS ALN CM | WBA                |
| 99  | WORKDAY INC CL A     | WDAY               |
| 100 | WESTERN DIGITAL CP   | WDC                |